# Владо Котур
Владо Котур (Босанска Дубица, 28. новембар 1958) бивши је југословенски и српски фудбалер, након завршетка играчке каријере је био фудбалски тренер.

## Каријера
Владо Котур је рођен 28. новембра 1958. године у Босанској Дубици. Играо је на позицији везног играча. Од 1977. године је играо за Борац из Бања Луке. Са бањалучанима је наступао у Првој савезној лиги Југославије, а у сезони 1978/79. играо је на 26 првенствених утакмица. Године 1983. потписао је уговор са југословенским прволигашем Ријеком. Најбољи период фудбалске каријере је провео у клубу са Кантриде. Играо је са ријечанима у финалу Купа Југославије 1987. године, али су несрећно изгубили од сплитског Хајдука после извођења једанаестераца. Котур је у финалу купа одиграо свих деведесет минута. У периоду од 1988. до 1991. је играо у Борцу из Босанске Дубице где је завршио играчку каријеру.
Играо је за омладинску репрезентацију Југославије и био њен капитен. Није наступио ниједном за А репрезентацију некадашње Југославије. Био је тренер Борца из Козарске Дубице, а највећи успех клуба је улазак у Прву лигу Републике Српске 1996. године.

## Успеси
- Ријека
  - Куп Југославије: финале 1987.